# Резиновая пуля

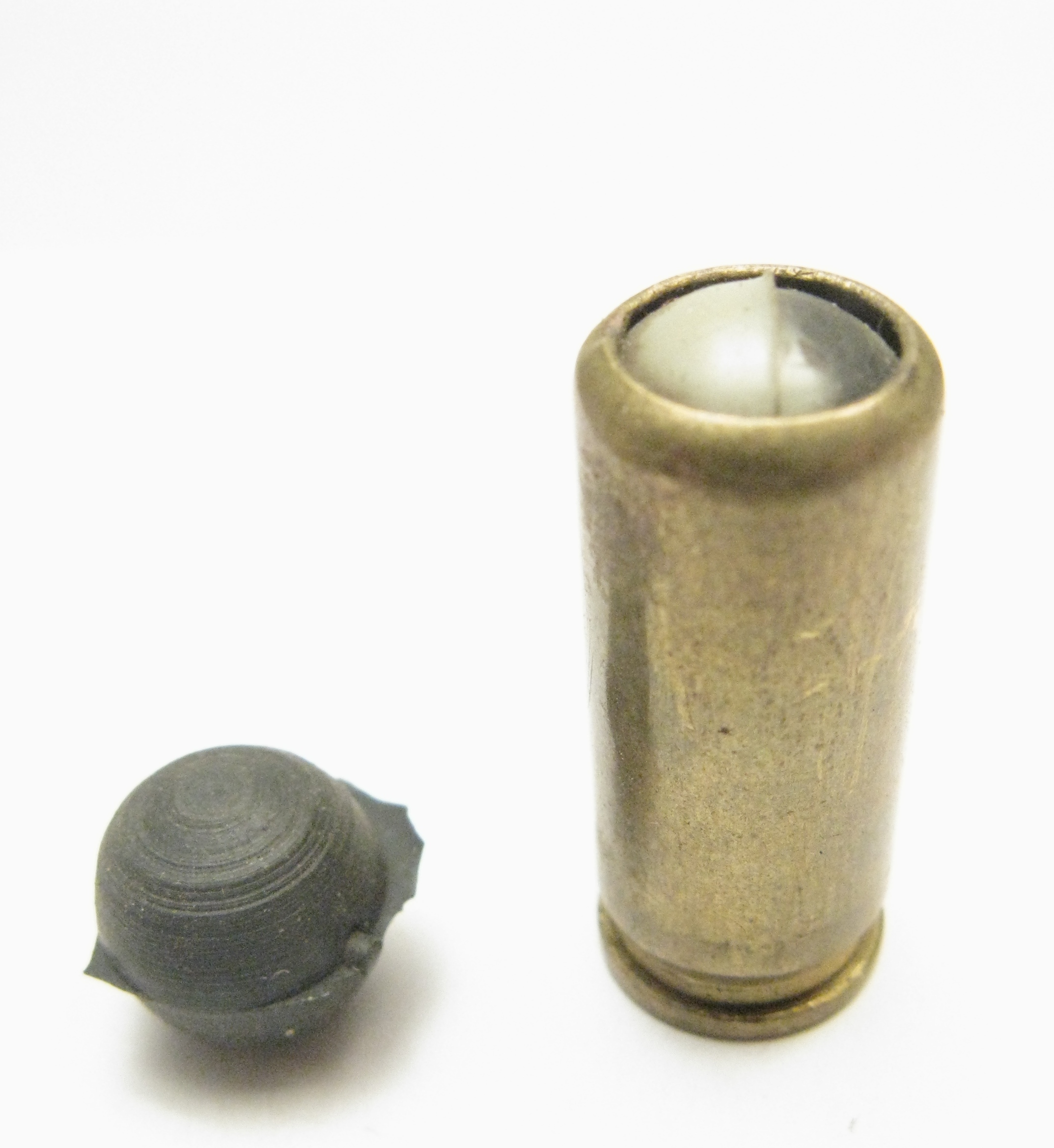
9-мм резиновая пуля и 9-мм травматический патрон с резиновой пулей.

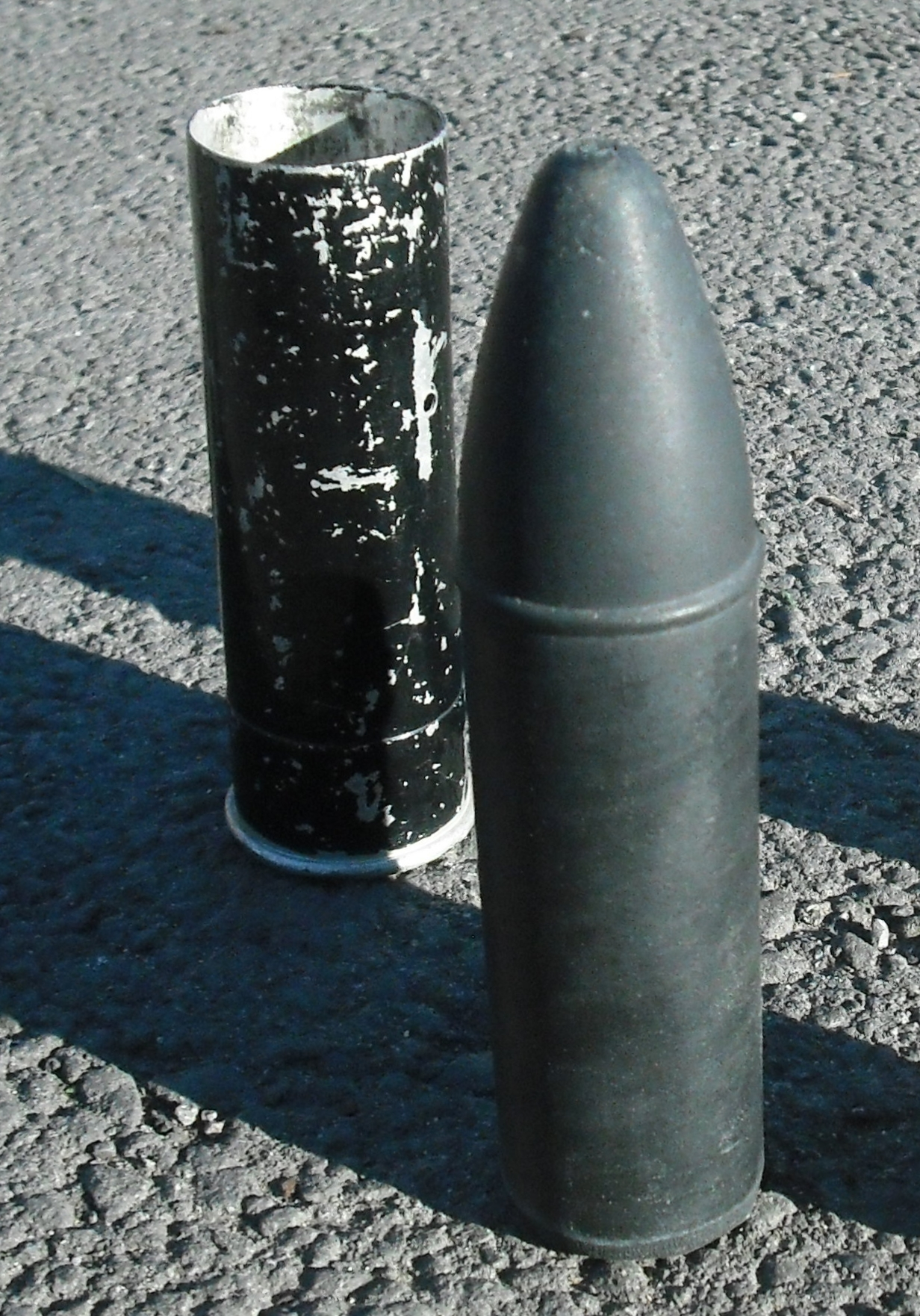
37-мм английский патрон с резиновой пулей

Резиновая пуля — пуля, изготовленная из резины и предназначенная для временного выведения из строя людей, как правило, без нанесения смертельных ранений. Является поражающим элементом патронов для огнестрельного оружия ограниченного поражения. На малых расстояниях и при попадании в голову представляет угрозу для жизни. Патроны с резиновыми пулями применяются в полицейском и гражданском оружии.

## Основные типы боеприпасов
- крупнокалиберные боеприпасы раздельного заряжания — предназначены для отстрела холостым патроном из винтовочных гранатомётов и специальных насадок на стволе оружия:
  - так, в США был разработан боеприпас «Sting-RAG» — диск из резины диаметром 6,35 см, который отстреливали холостым патроном из специальной насадки на стволе автоматической винтовки М-16; дальность эффективной стрельбы боеприпасом составляла до 60 метров[1]
  - в 2004 году израильской корпорацией IMI был разработан боеприпас в виде контейнера, который устанавливается на пламегаситель автоматической винтовки стандарта НАТО и содержит 15 поражающих элементов в виде металлической кубической картечи с резиновым покрытием. При выстреле из винтовки холостым патроном на дистанции до 50 метров поражающие элементы обеспечивают зону сплошного поражения поперечным диаметром 7 метров[2].
- унитарные крупнокалиберные боеприпасы — выпускаются в нескольких калибрах, предназначены для отстрела из ручных гранатомётов:
  - 26-мм выстрелы — были разработаны в Польше на основе гильзы патрона для 26-мм сигнального пистолета wz.78, применяются в гранатомёте RGA-86;
  - 37-мм патроны — были разработаны в конце 1960-х годов в Великобритании на основе гильзы патрона для 37-мм сигнального пистолета. Применяются для отстрела из 37-мм ручных газовых гранатомётов и 37-мм подствольных гранатомётов[3];
  - 40×46 мм выстрелы — первые варианты были разработаны в США для отстрела из ручного стрелкового гранатомёта M-79 и подствольного гранатомёта M203. В настоящее время выпускаются в различных вариантах (например, выстрел M1029 снаряжен резиновой картечью);
  - 40×53 мм выстрелы — XM1044 разработан и проходит испытания в США
  - 50-мм выстрелы — разработаны в конце 1980-х годов в СССР, применяются в ручном гранатомёте РГС-50.
- ружейные патроны — разработаны для отстрела из гладкоствольных ружей:
  - ружейные патроны .12 калибра — используются полицией в большинстве стран мира;
  - 23×81 мм — советский патрон, разработан в середине 1980-х годов для карабина КС-23;
- патроны с резиновыми пулями, предназначенные для стрельбы из нарезного огнестрельного оружия:
  - так, в декабре 1995 года американский исследовательский центр ARDEC и корпорация «Эллайент тексистемз» в рамках программы AMC по созданию несмертельного оружия для армии США разработали патроны 5,56×45 мм и 7,62×51 мм двух типов: MA/RA83 (с цилиндрической резиновой пулей) и MA/RA88 (со сферической резиновой пулей)[4].
  - патрон травматического действия 9×18 мм ПМ с резиновой пулей выпускается Новосибирским патронным заводом[5]
- травматические патроны специальной конструкции — разработаны для использования в гражданском и полицейском травматическом оружии, не взаимозаменяемы с боевыми патронами.
  - .380 ME GUM — 9-мм патрон для использования в травматических револьверах, гильза с закраиной;
  - 9 мм Р. А. (9×22 мм Т) — пистолетный патрон;
  - 10×22 мм Т — пистолетный патрон;
  - 10×23 мм Т — российский пистолетный патрон, сертифицирован в качестве боеприпаса для служебного травматического оружия, в гражданском оружии не используется;
  - 10×28 мм Т — пистолетный патрон;
  - 10×32 мм Т — российский пистолетный патрон, создан на базе укороченной гильзы патрона 5,45×39 мм, применяется в пистолете ВПО-501 «Лидер»;
  - .410×45 мм Rubber — российский патрон с закраиной, собран в укороченной гильзе ружейного патрона .410 калибра, применяется в револьвере «Ратник 410х45ТК»
  - .45 Rubber — пистолетный патрон;
  - 12×50 мм — французский патрон, применяется в гражданском оружии самообороны[6].
  - 12,3×40 мм — российский патрон с закраиной, собран в укороченной гильзе ружейного патрона, разработан для револьвера У-94ТС.
  - 13×45 мм Т — российский патрон с закраиной, применяется в револьвере «Ратник»
  - 15×40 мм — российский патрон, применяется в бесствольном пистолете ПБ-4-3 «Компакт»
  - .12/35 мм — российский патрон с закраиной, собран в укороченной гильзе ружейного патрона, применяется в пистолете MP-341 «Хауда»;
  - 18×45 мм Т — российский патрон, разработанный в конце 1990-х годов. Применяется в бесствольных пистолетах ПБ-4 «ОСА», ПБ-2 «Эгида», МР-461 «Стражник», «Кордон»
  - 18,5×55 мм — российский патрон, применяется в бесствольном пистолете ПБ-4-2 «ОСА».
  - 18,5×60 мм — российский патрон, применяется в бесствольном пистолете ПБ-4СП[7].
  - 20,5×45 мм — российский патрон, применяется в бесствольном пистолете «Шаман».
  - 33-мм патроны — применяются в гранатомёте РГС-33[8]
  - 44/83 мм Flash-Ball — французский патрон, выпускается в двух вариантах: снаряженный сферической резиновой пулей массой 28 грамм и снаряженный 17-мм резиновой картечью. Применяется в крупнокалиберных травматических пистолетах Verne-Carron[6]. 44-мм пуля способна причинить тяжёлые травмы[9], особенно при попадании в голову[10], на короткой дистанции выстрел патроном этого типа представляет опасность для жизни[11].

## Конструкция
Резиновые пули могут различаться по калибру и конструкции, наибольшее распространение получили следующие варианты:
- литые резиновые пули — обычно выполненные в виде шарика или цилиндра (их изготавливают из средней по твёрдости резины, поливинилхлорида или пластиката). В сравнении с резиновыми пулями, имеющими твёрдый сердечник, являются более безопасными при применении на близких дистанциях, однако имеют склонность к рикошетам при столкновении с преградой;
- резиновые пули с твёрдым сердечником (обычно металлическим). В сравнении с резиновыми пулями, не имеющими сердечника, отличаются большей точностью и увеличенным останавливающим действием (так как масса, а вследствие этого и инерция такой пули больше). В то же время, такие патроны отличаются более высоким пробивным действием;
- патроны, снаряженные резиновой картечью.

Известны также травматические боеприпасы иной конструкции:
- так, 40×46 мм выстрел M1006 („Sponge grenade“), разработанный в 1995 году и принятый в 1999 году на вооружение в США снаряжен пулей массой 28,5 граммов, изготовленной из губчатой резины в корпусе из пластмассы[4].

## История применения

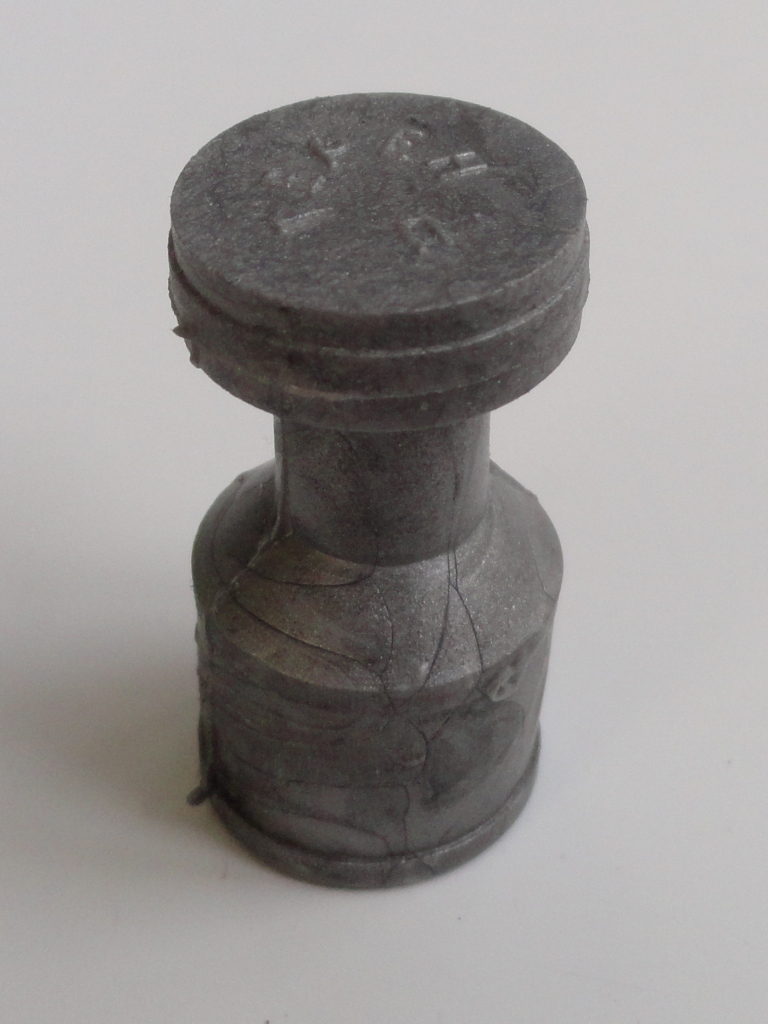
Резиновая пуля „Терен-12П“, разработанная НПП „Эколог“ на основе конструкции пули Блондо

С 1968 года резиновые пули применялись английскими войсками и полицией в Северной Ирландии. В общей сложности только в период с 1970 по 1975 год английскими войсками и полицией здесь было израсходовано 55 834 патрона с резиновыми пулями.
Летом 1970 года во время беспорядков в Калифорнийском университете в Беркли (штат Калифорния) имел место первый случай использования резиновых пуль полицейскими США (это были 37-мм резиновые пули), но широкое использование резиновых пуль полицией США началось после февраля 1971 года (когда производство резиновых пуль было освоено несколькими американскими фирмами). Патроны с резиновыми пулями применяются полицией США до настоящего времени. Так, в октябре 2011 года резиновые пули применяли для разгона демонстраций в Денвере.
В 1981 году южноафриканская компания Milkor Ltd. начала выпуск для полиции ЮАР 37-мм однозарядного ружья Milkor „Stopper“ и патронов с резиновыми пулями, в дальнейшем, резиновые пули использовались полицией ЮАР.
В начале 1985 года по решению конференции земельных министров внутренних дел началось производство резиновых пуль для полиции ФРГ. Западногерманский концерн „Мессершмитт — Бёльков — Блом“ разработал крупнокалиберный патрон для разгона демонстраций, снаряженный резиновой пулей массой 50 грамм со сплющивающимся наконечником (увеличение площади контакта с целью уменьшения риска получения проникающих ранений).
В 1986 году в Польше был разработан гранатомёт RGA-86 для отстрела нелетальных боеприпасов (одним из вариантов которых был выстрел с резиновой пулей).
Широкое применение резиновых пуль с металлическим сердечником подразделениями израильской армии и полиции для разгона демонстраций и массовых акций протеста палестинского населения было отмечено в январе 1989 года. В дальнейшем применение израильской полицией и военнослужащими резиновых пуль при подавлении массовых выступлений палестинцев было продолжено. Так, в апреле 1997 года в результате попадания резиновых пуль погибли двое палестинцев. В октябре 2000 года в результате попадания резиновых пуль погибли трое и были ранены 152 палестинца (по данным исследования ученых Медицинского центра Рамбам в Хайфе, из 152 раненых около половины получили лёгкие ранения, 35 % — ранения средней тяжести, 19 % — тяжелые ранения).
Патроны с резиновыми пулями состоят на вооружении испанской полиции, гибель и тяжёлые травмы нескольких человек в результате их применения стали причиной создания в сентябре 2010 года „Ассоциации за запрет применения резиновых пуль“ (La asociación Stop Bales de Goma), но применение пуль продолжается. Так, 5 апреля 2012 года полиция применила резиновые пули для разгона столкновений между футбольными болельщиками, в июле 2012 года — при разгоне демонстрации шахтеров.
В России ружейные патроны .12/70 мм производства АО „Техкрим“ (патрон ТК 051 с резиновой пулей и патрон ТК 052 с резиновой картечью) были сертифицированы и разрешены к использованию в качестве боеприпаса к служебному оружию в августе 1996 года; в июле 2006 года патрон КСП-РП с резиновой пулей был принят на вооружение МВД РФ.
На Украине разработка травматического ружейного патрона .12 калибра с резиновой пулей для МВД Украины была начата НПП „Эколог“ в границах программы „Сельский участковый“. Ружейные патроны .12 калибра „Терен-12П“ (с резиновой пулей) и „Терен-12К“ (с 6-мм резиновой картечью) разрабатывались и проходили испытания в течение двух лет, прежде чем были приняты на вооружение МВД Украины. По состоянию на начало 2014 года, они находились на вооружении спецподразделения „Беркут“ МВД Украины.
В Белоруссии с 9 августа 2020 против протестующих силовики начали применять резиновые пули, что привело к многочисленным ранениям.